# Euxesta wettsteini
Euxesta wettsteini är en tvåvingeart som beskrevs av Friedrich Georg Hendel 1909.
Euxesta wettsteini ingår i släktet Euxesta och familjen fläckflugor. Inga underarter finns listade i Catalogue of Life.